# Aruba aux Jeux olympiques d'été de 1992
Aruba participe aux Jeux olympiques d'été de 1992 à Barcelone. Sa délégation est composée de 5 athlètes répartis dans 3 sports et son porte-drapeau est Lucien Dirksz. Au terme des Olympiades, la nation n'est pas à proprement classée puisqu'elle ne remporte aucune médaille. 

## Liste des médaillés
Aucun athlète arubéen ne remporte de médaille durant ces Jeux olympiques.